# Мауэрсбергер, Рудольф

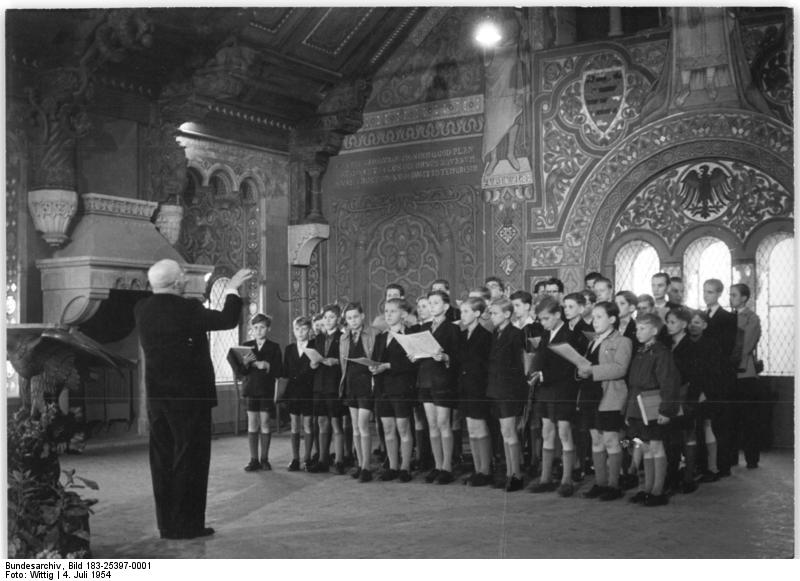
Р. Мауэрсбергер дирижирует хором в Вартбурге, 1954 г.

Рудольф Мауэрсбергер (нем. Rudolf Mauersberger; 29 января 1889, Мауэрсберг, Гросрюкерсвальде Саксония, Германская империя — 22 февраля 1971, Дрезден, ГДР) — немецкий хоровой дирижёр и композитор. Лауреат Национальной премии ГДР (1950).

## Биография
Родился в семье кантора. С девяти лет Рудольф работал органистом во время богослужений, сначала с помощью специальной подставки для ног. В 1903—1909 годах обучался в королевской учебной семинарии в Аннаберг-Буххольц, где возглавлял семинарский оркестр.
С 1909 по 1912 год находился на военной службе, работал помощником учителя. С 1912 по 1914 год и в 1918—1919 годах обучался в Лейпцигской консерватории. Его учителями были Роберт Тайхмюллер (фортепиано), Карл Штраубе (орган), Штефан Крель (теория) и Ханс Зитт (оркестровое дирижирование).
Участник Первой мировой войны (с 1915 по 1918). Музыкальный руководитель военного оркестра. С 1919 года работал кантором и органистом в Аахенского ассоциации им. Баха в Аахене и в государственном концертном зале Аахена. С 1925 года — церковный музыкант в лютеранской региональной церкви Тюрингии, кантор церкви св. Георга в Эйзенахе, где был крещён Бах. Там основал хор «Bachchor» и хор мальчиков «Georgenchor».
С 1930 года до самой смерти руководил хором мальчиков «Dresdner Kreuzchor» в Дрездене. В мае 1933 года стал членом НСДАП. По некоторым данным пытался уменьшить влияние Гитлерюгенда на юных участников своего хора.
После окончания войны стал членом Христианско-демократического союза (ГДР).
Для этого коллектива им написаны циклы хоровых произведений.

## Избранные музыкальные сочинения
«Каким же одиноким стал город» (Wie liegt die Stadt so wüst) — первое произведение из «Хорового цикла Дрезден», который вместе с хоровыми циклами «Рудные горы» (Erzgebirge) и «Рождество» (Weihnachten), относятся к наиболее известному наследию композитора. За ними следуют такие произведения как, «Дрезденский реквием», «Духовная летняя музыка», «Страсти Луки» и «Дрезденцы Тебя, Бога, хвалим». Кроме того, Р. Мауэрсбергер аранжировал духовные и народные песни в сложные хоровые произведения.
Хоровые циклы для соло и смешанного хора а капелла:
- Цикл День и вечность (Zyklus Tag und Ewigkeit), 1943
- Рождественский цикл Kreuzchor (Weihnachtszyklus der Kruzianer), 1944—1946, в том числе Малый дрезденский рождественский цикл (Kleiner Dresdner Weihnachtszyklus), 1951
- Цикл Дрезден (Zyklus Dresden), 1945—1950, закончен в 1955
- Цикл Рудные горы (Zyklus Erzgebirge), 1946—1954
- Малый летний цикл (Der kleine Jahrkreis), 1950

Духовные произведения:
- Рождественская вечерняя (Christvesper mit Turmgesängen), 1932—1963
- Ночная рождественская литургия (Christmette), 1936
- Пасхальная заутреняя (Ostermette), 1941
- Дрезденцы Тебя, Бога, хвалим (Dresdner Te Deum), 1944/45
- Страсти по Луке, 1947
- Дрезденский реквием (Dresdner Requiem), 1947—1948
- Малая рождественская кантата (Eine kleine Weihnachtskantate), 1948
- Мотет мира (Motette vom Frieden), 1953
- Евангельская месса (Evangelische Messe), 1954

Другие произведения:
- Maiwärts, весенняя ода, 1917—1918
- Трубка (Pfeifen), 1942
- Критика сердца (Kritik des Herzens), 1958
- Habt Ruh und Frieden , 1943
- Drei Jahreszeitengedichte, 1965—1966

Инструментальная музыка:
- Фортепианное трио до минор , 1913/14
- Вступление, чакона и хорал ми минор для органа , 1912—1914
- Вступление и пассакалья ля минор для органа, 1912—1914
- Прелюдия и двойная фуга ре минор для органа, 1912—1914
- Органные произведения, 1914—1916
- Симфония ми минор (трагическая), 1914—1916

музыкальный педагог, среди его учеников — Петер Шрайер.

## Награды
- Национальная премия ГДР (1950)
- Орден «За заслуги перед Отечеством» I степени (1969, ГДР)
- Орден «За заслуги перед Отечеством» II степени (1964, ГДР)
- Орден «За заслуги перед Отечеством» III степени (1955, ГДР)
- Премия искусств им. Мартина Андерсена Нексо (1964)
- Почётный доктор педагогики Университета им. Гумбольдта в Берлине (1954)
- Почётный доктор богословия Марбургского университета (1959).
- Почётный член Международного союза Генриха Шютца (1964)
- Почётный член Нового Общества Баха (1969)
- Почётный член Дрезденским филармонии (1970).